# 코르스홀름

코르스홀름의 위치

코르스홀름(스웨덴어: Korsholm, 핀란드어: Mustasaari 무스타사리[*])은 핀란드 포흐얀마 지역에 위치한 도시로 면적은 848.83km2, 인구는 19,308명(2016년 3월 31일 기준), 인구 밀도는 22.77명/km2이다.
보트니아만 연안과 접한 도시이며 1348년에 설립되었다. 바사에서 약 4.2km 정도 떨어진 곳에 위치한다. 전체 주민 가운데 70%는 스웨덴어를, 29%는 핀란드어를 구사한다.

시 문장

## 자매 도시
- 스웨덴 오스카르스함